# Jardín de plantas de Nantes
El Jardín de plantas de Nantes en francés: Jardin des plantes de Nantes es un jardín botánico público de la ciudad de Nantes, con una superficie de 7,32 hectáreas Archivado el 11 de noviembre de 2008 en Wayback Machine..
El código de identificación del jardín como  miembro del "Botanic Gardens Conservation Internacional" (BGCI), así como las siglas de su herbario es NTM.
También está catalogado como jardín notable desde 2004 por el Ministerio de Cultura y Comunicación de Francia.

## Localización

Mapa del jardín.

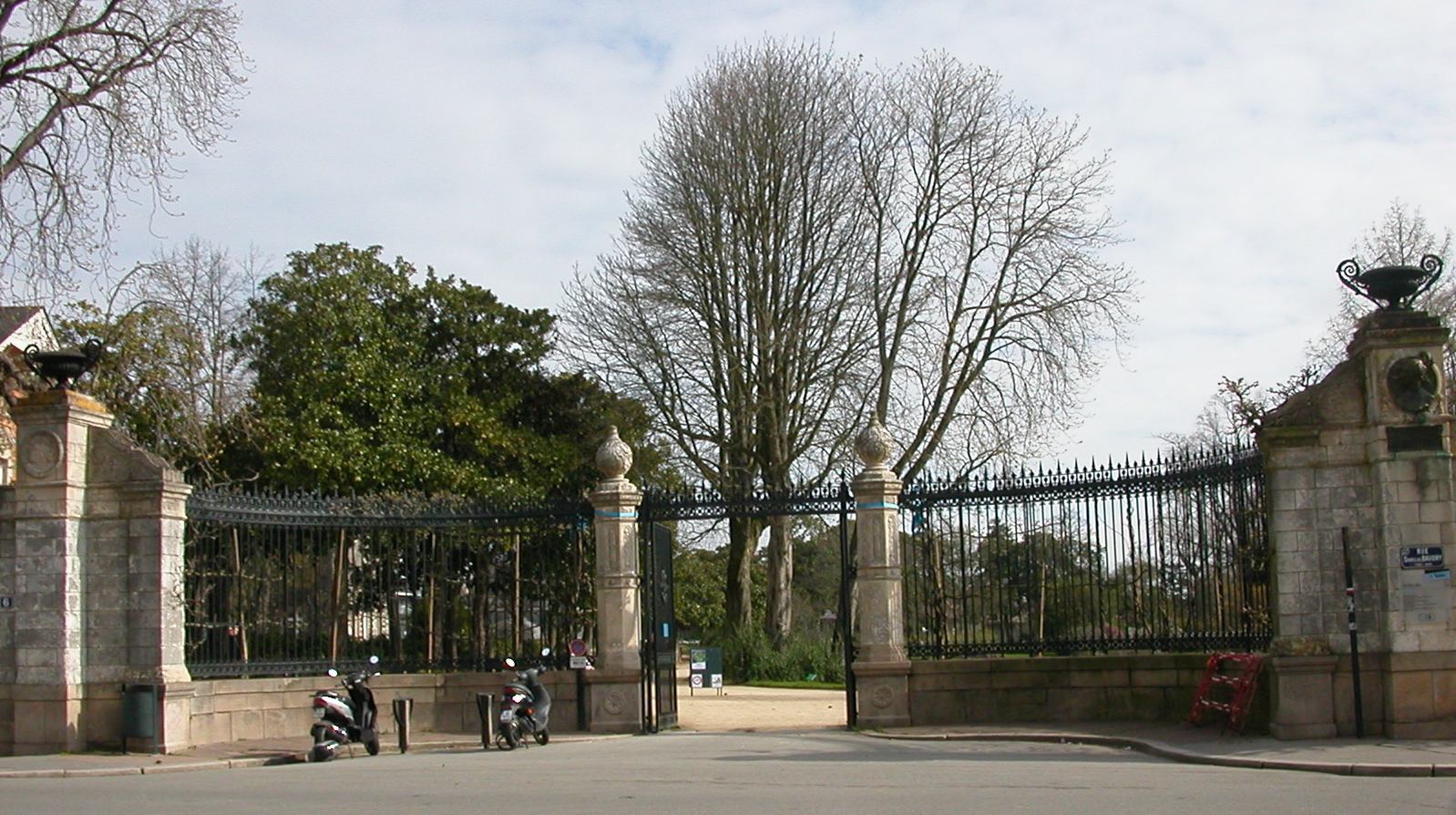
Verja de entrada

Se encuentra en el centro de Nantes frente a la estación del tren gare SNCF.
Jardin des Plantes, Service Espaces Verts BP 1013 44036 Nantes, Département de Loire-Atlantique, Pays de la Loire, France-Francia.
Planos y vistas satelitates.47°13′10″N 1°32′34″O / 47.21944, -1.54278
Entrada y visita guiada a los invernaderos gratis.

## Historia
Fue en 1687 cuando se creó el primer jardín botánico de la ciudad de Nantes, el denominado jardín de los boticarios (jardin des Apothicaires). Los principales boticarios lo crearon para el disfrute, en un terreno situado al oeste de la ciudad. Se situaba a lo largo de la «Place Graslin », y estaba únicamente dedicado al cultivo de vegetales, así es de destacar que en el siglo XVIII, Nantes no tenía ningún jardín de importancia para pasear.
Se desarrolla bajo la dirección de Pierre Chirac, intendente del jardín de Rey, que intuye rápidamente el papel que puede desempeñar un jardín botánico que se sitúa en un puerto abastecido por un fuerte tráfico de productos exóticos y que, gracias al Loira, permite un acceso fácil hacia París. Es un lugar ideal para favorecer la aclimatación de las plantas tropicales traídas por los navegantes de sus alejadas escapadas. En 1719, su acción permite al jardín de los boticarios convertirse en un “jardín real de las plantas”, supeditado al Real jardín de las plantas medicinales de París. El desarrollo de este jardín se encuentra fomentado considerablemente por el real decreto de fecha 9 de septiembre de 1726 por Luis XV para «assujettir les Capitaines des Navires de Nantes d'apporter Graines & Plantes des Colonies des Païs Etrangers, pour le Jardin des Plantes Médicinales établi à Nantes» (someter a los Capitanes de los Buques de Nantes a aportar semillas y plantas de las Colonias Extranjeras, para el Jardín de las plantas medicinales establecido en Nantes).
El éxito de esta medida es tal que el jardín de los boticarios se queda rápidamente demasiado pequeño para acoger todas las plantas. Sin embargo, durante la Revolución francesa se les encontró un nuevo emplazamiento.

### 1793 - 1836: la instauración de un jardín de plantas al este de Nantes
Con fecha 10 de junio de 1793, la Convención nacional dispone un decreto que señala la reorganización de los jardines botánicos en Francia. Se decide allí la creación, en cada departamento de Francia, de un jardín botánico de cuatro fanegas.
François Lemeignen (1732 - 1803), un médico originario de Machecoul, se empeña entonces para que tal jardín sea creado en Nantes. Propone establecerlo en el convento de las Ursulinas fundado en 1626. Este se encuentra al este de la ciudad entre el «faubourg St Clément et celui de Richebourg, à peu de distance du cours St Pierre» ("suburbio de San Clemente y el de Richebourg, a poca distancia del curso San Pedro"). Se selecciona esta propuesta y se encarga a Lemeignen para que garantice el mantenimiento.
La creación del lycée de Nantes por un decreto del Primer Cónsul de «1º de Vendémiaire del año XII» (de fecha 24 de septiembre de 1803) va rápidamente a conducir al jardín de plantas a buscar un nuevo sitio. En efecto, se elige el antiguo convento de las Ursulinas para acoger a este nuevo centro escolar.

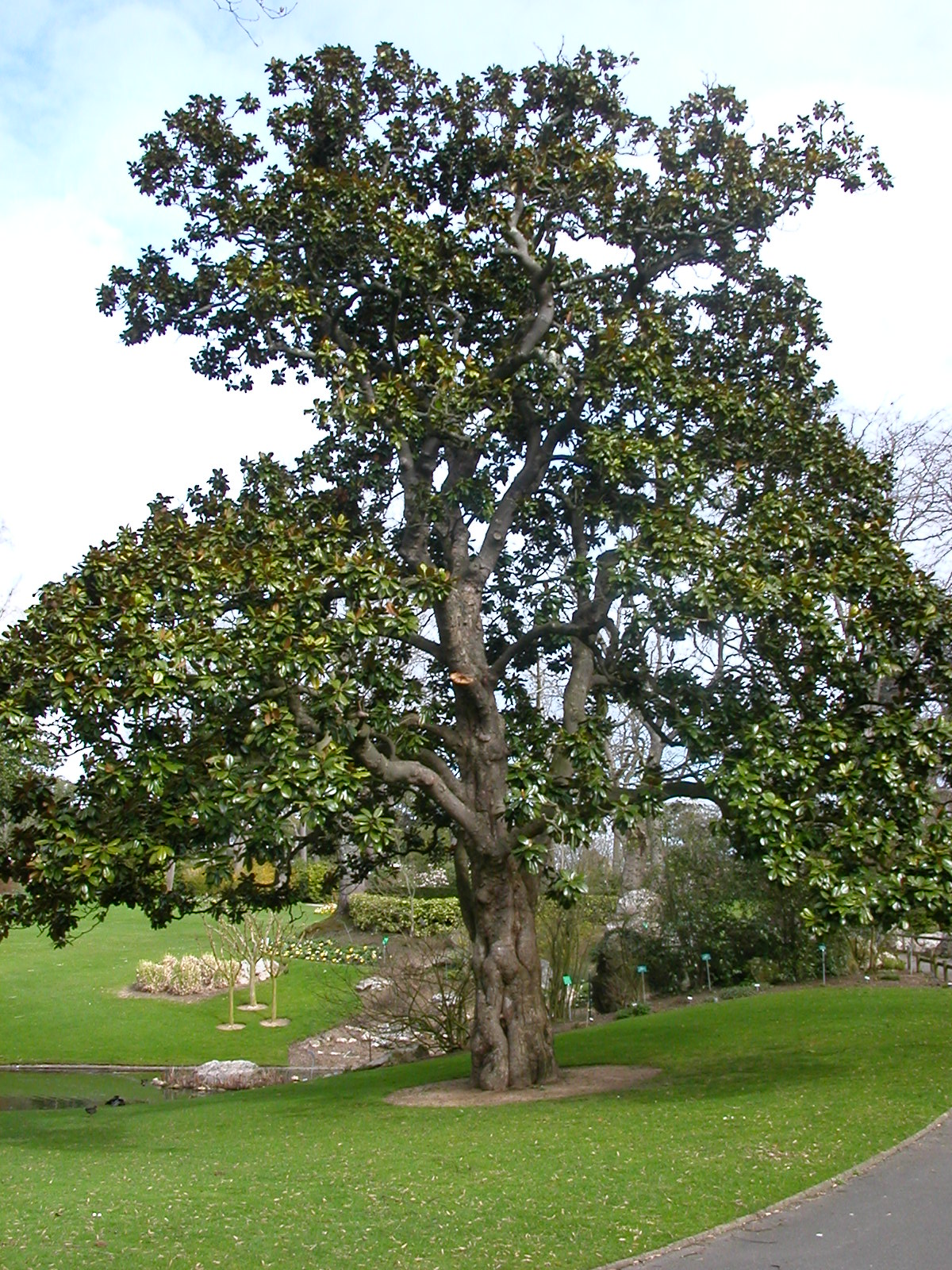
La Magnolia de Hectot, plantada en 1807.

El 26 de febrero de 1806, el prefecto Belleville toma un decreto que define los límites del jardín botánico que se establece entonces definitivamente sobre un terreno contiguo al antiguo convento de las Ursulinas. El trazado del jardín se confía al arquitecto nantés Félix François Ogée. El boticario y botánico Jean Alexandre Hectot (1769 - 1843), un antiguo alumno de Lemeignen, es nombrado como el director de este nuevo jardín de las plantas que en adelante encontró su emplazamiento definitivo.
La instauración de este jardín botánico es sin embargo problemática. A falta de medios financieros, el jardín cae poco a poco en desidia, a pesar de los incesantes esfuerzos de Hectot. Se le debe, en particular, de haber plantado en 1809 una magnífica Magnolia grandiflora conocida en su época, por ser un ejemplar de los más bonitos del país. Este árbol es actualmente el ejemplar más viejo del jardín.
Agotado por los esfuerzos que debió llevar a cabo, para preservar el jardín a pesar de las dificultades financieras, Hectot deja la dirección del Jardín de las plantas en 1819. El jardín está entonces en un estado deplorable, en particular, debido a la ausencia de vigilancia por parte de los empleados, más preocupados en cultivar las parcelas que se les habían cedido para su uso personal.
Por ordenanza real de 12 de septiembre de 1820, Luis XVIII decide transferir la propiedad del jardín del Departamento a la Ciudad de Nantes. Esta tiene entonces como objetivo abrir el jardín al público y, ante las dificultades de garantizar los trabajos necesarios por sus propios servicios, decide de confiar la ordenación a un profesional. Es en la primavera de 1822 que Louis Lévêque, el alcalde, se pone en contacto con Antoine Noisette (1778 - 1858), un paisajista parisiense muy conocido, hermano del botánico y agrónomo Louis Claude Noisette. En octubre de 1822, acepta tomar la dirección de los trabajos. Además de un salario cómodo y de un alojamiento por su función, Noisette dispone de una ventaja considerable: la posibilidad de vender en su beneficio las plantas excedentes. En el transcurso de los años, lo que era una actividad complementaria, toma cada vez más importancia a riesgo de ver el jardín botánico empobrecido de sus especies más interesantes en favor de plantaciones más rentables. En efecto, la parte septentrional del cercado se consagra a la actividad botánica, mientras que la parte sureste es arrendada.
Finalmente en 1829, el jardín es abierto al público, por lo menos su parte alta. Se cierra sin embargo el domingo y los días festivos, lo cual hace levantar protestas por parte de los nanteses. La posibilidad confiada a Noisette de realizar actividades comerciales en el jardín parece haber sido la principal razón de la degradación de las relaciones entre el director del Jardín y el municipio. En 1833, se nombra a una comisión para regular los conflictos entre las dos partes y, a pesar de algunas soluciones provisionales, la ciudad decide finalmente no prorrogar Noisette en sus funciones de director. La administración del Jardín de las plantas se revisa completamente a raíz del informe enviado al alcalde Ferdinand Favre por una comisión de vigilancia en junio de 1835. Es finalmente en septiembre de 1835 que Antoine Noisette deja la dirección del jardín, no sin haber obtenido que su hijo Dominique fuera nombrado el jardinero principal.
Es sin embargo el titular de la nueva cátedra de botánica el que viene a dejar su impronta en la historia del Jardín de las plantas.

### 1836 - 1882: la influencia determinante de Écorchard
Jean-Marie Écorchard (1809 - 1882) fue nombrado el 30 de mayo de 1836 para garantizar la cátedra de botánica creada por la comisión de gobierno el 5 de junio de 1835. Este era entonces nada más que un joven médico de 26 años que siguió cursos de botánica en la Universidad de Rennes y herborizó con Augustin Pyrame de Candolle. A lo que cuando entra en funciones, se encuentra asustado por el estado de un jardín que es entonces, a su modo de ver, «"más bien un vivero que un establecimiento científico [...] con un único cuadrado que contiene de 400 a 900 plantas de las más comunes y no clasificadas"». Crítica el balance de Antoine Noisette, Écorchard tiene también rápidamente unas tensas relaciones con el hijo Dominique, el jardinero principal. En un correo dirigido en 1838, se compadece así de las numerosas negligencias de este último en el suministro de nuevas plantas y de sacrificar el interés general por su interés particular. En 1839, el contrato de Dominique Noisette no se renueva y este deja entonces Nantes. Écorchard se encuentra como director del Jardín el 1 de enero de 1840.
Bajo la dirección de Écorchard, los trabajos de adaptación se reanudan y, sobre todo, las colecciones vegetales se enriquecen considerablemente. El nuevo director se abastece tanto entre los viveristas locales, tal como su antecesor Antoine Noisette, como gracias a las contribuciones de los navegantes que perpetúan la tradición de contribución de plantas exóticas del siglo precedente. Entre estos, Mathurin Jean Armange (1801 - 1877) se distingue especialmente por la regularidad y la riqueza de sus contribuciones. Este capitán de marina mercante apasionado de botánica y de la horticultura que navega principalmente hacia Martinica, la Reunión y la India. De 1841 a 1863, informa en Nantes de millares de semillas y plantas perennes que abastecen el Jardín de las plantas y también a la Sociedad nantesa de horticultura y el Museo Nacional de Historia Natural de París. Écorchard se esfuerza en obtener los créditos necesarios para la construcción de un invernadero caliente indispensable para la conservación de estas plantas exóticas. Se construye finalmente en 1844 pero satisface de un modo muy justo a las necesidades de espacio que se tenían.

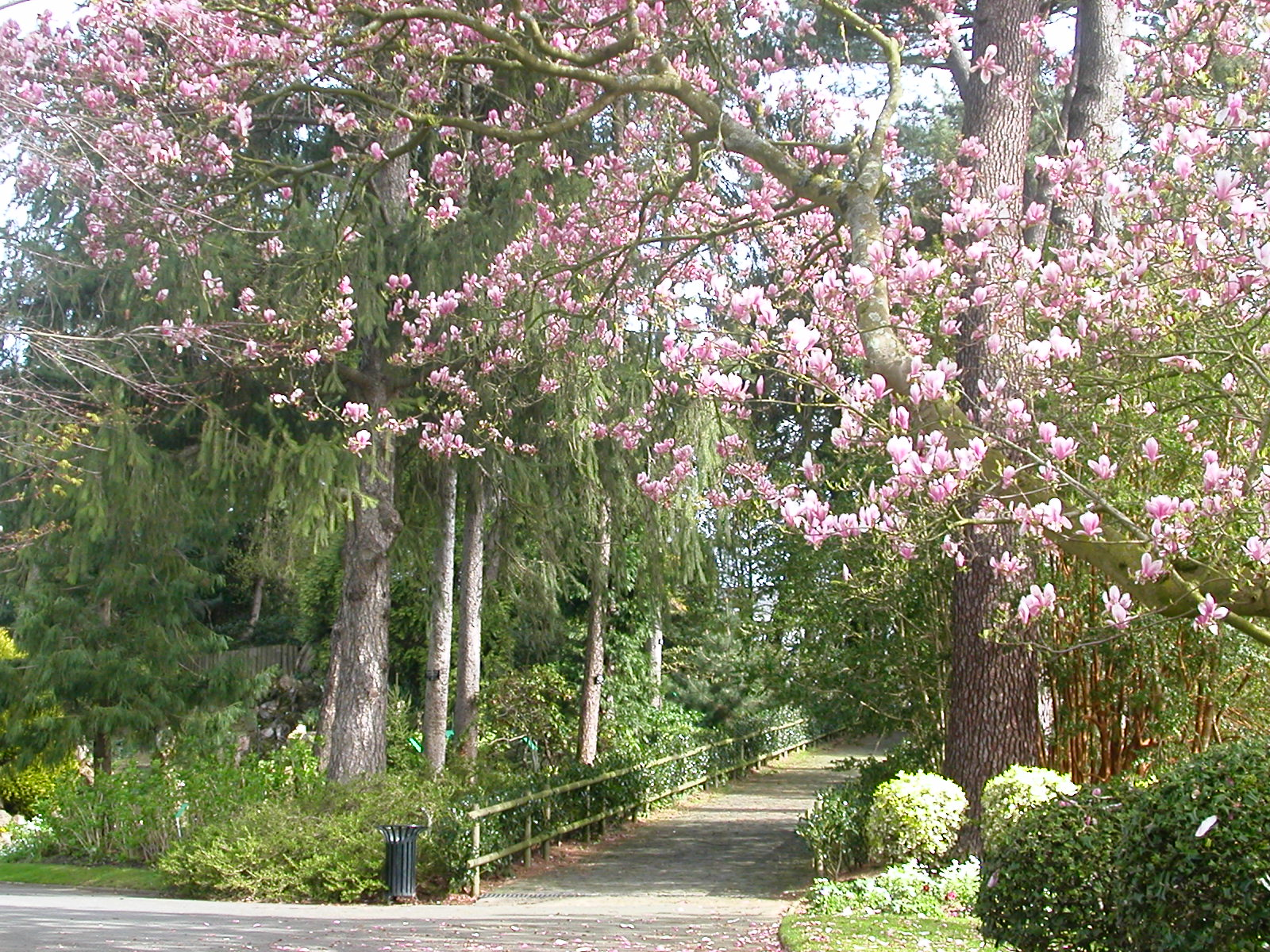
La montaña del jardín

Écorchard se quedó fuertemente impresionado por los ejemplos de los jardines botánicos que encontró en sus viajes, en particular, por el Real Jardín Botánico de Kew cerca de Londres y el Jardín Botánico Nacional de Bélgica de Meise. En 1844 propone transformar los jardines de plantas en un jardín inglés discutiendo que «"un digno Jardín de las plantas de este nombre debe poseer una escuela de paisajes además de una escuela de botánica y frutales"» . Se opuso así a las concepciones de Henri-Théodore Driollet, el arquitecto principal de la Ciudad. Con el apoyo de Adolphe Brongniart, entonces director del Jardín de plantas de París, y de Dominique Noisette, convertido en un paisajista de reputación, emprende la transformación del jardín, a veces con menosprecio de las órdenes de los alcaldes que se suceden. Así pues, emprende en 1846 la creación de "la montagne" , un montículo cuya construcción tardará varios años. La parte media del jardín se abrirá finalmente al público en marzo de 1854.
Es con ocasión de la llegada del ferrocarril a Nantes que el jardín va a adquirir su forma definitiva. En efecto, el barrio de Richebourg se reorganiza con la inauguración de la estación en 1853 y la perforación del actual bulevar de Stalingrad. Un decreto imperial del 31 de enero de 1854 designa una extensión hacia el sur del jardín sobre una superficie de 16000 m², pero no será hasta 1858 en el que los terrenos serán adquiridos debido a la complejidad del reparto parcelario y numerosos recursos interpuestos por los residentes.

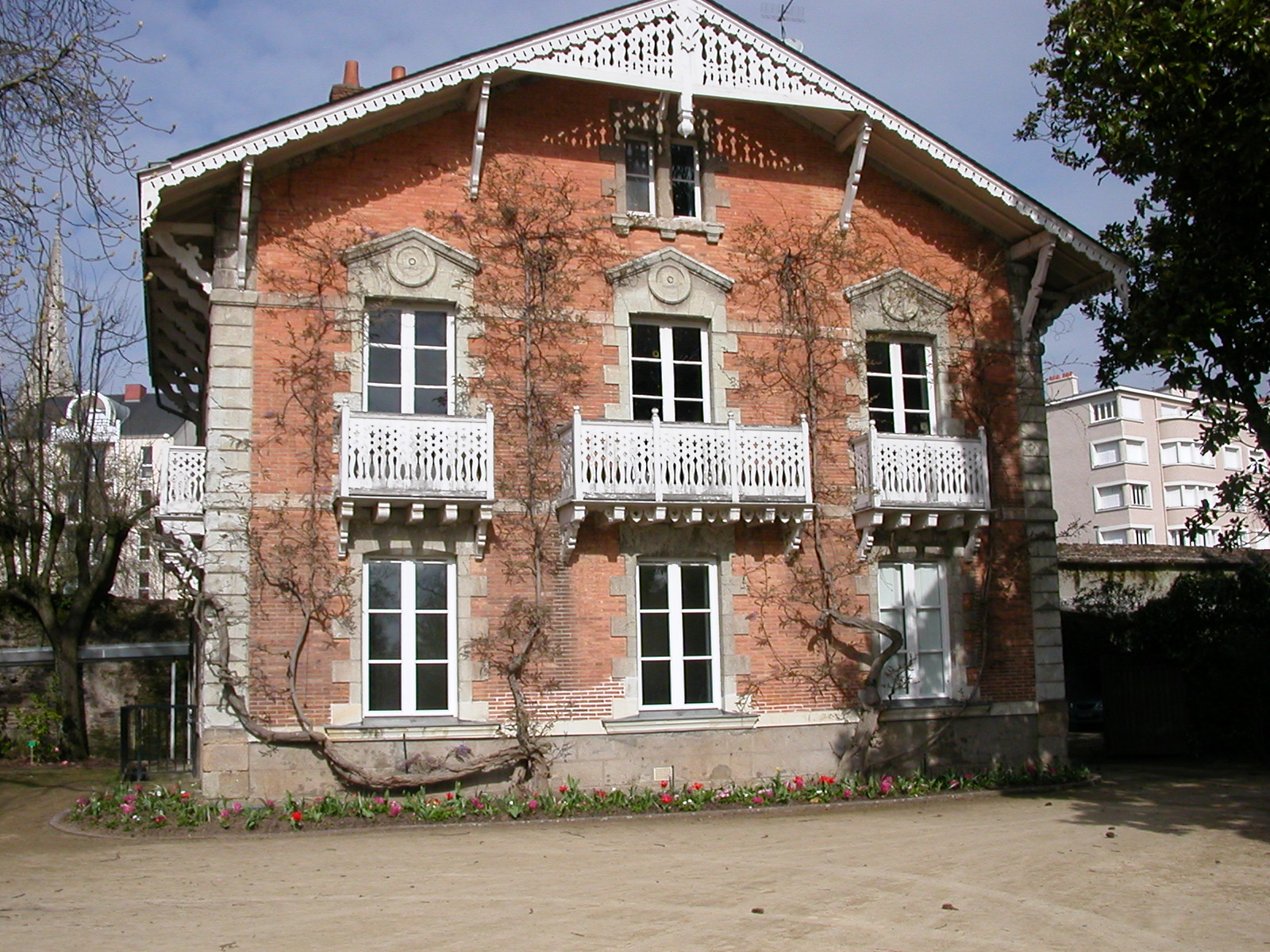
La gran portería

En paralelo, Écorchard prosigue los trabajos de embellecimiento del jardín, dotando, en particular, en 1856 la vertiente occidental de la montaña de una cascada abastecida por una fuente cuyo mecanismo está todavía en funcionamiento. Pero las escaramuzas entre el director del jardín y los servicios municipales continúan. Así en 1858, se opone de nuevo a Driollet que deseaba una adaptación a jardín francés. Después de consulta de expertos, incluidos Jean-Pierre Barillet-Deschamps, el jardinero principal de Bois de Boulogne, la Ciudad da razón a Écorchard y la comisión de gobierno adopta definitivamente su proyecto el 12 de noviembre de 1858. El año 1859 se caracteriza por la realización de últimos trabajos: las porterías, la excavación de la gran cuenca, los cierres… La parte alta del jardín se inaugura oficialmente el 7 de octubre de 1860 con 10000 visitantes. El conjunto del jardín se abrió al público el 9 de abril de 1865.
Con los trabajos de adaptación del jardín concluidos, Jean-Marie Écorchard se consagra al enriquecimiento de las colecciones y sigue prodigando sus cursos de botánica. Su obra será consagrada por la presentación de un plano en relieve del jardín en la Exposición Universal de 1878 en París. Cependant, le terrible hiver 1879-1880, avec des températures atteignant les -16°, est fatal pour bien des plantes : 245 arbres et 600 arbrisseaux et arbustes sont gelés. Écorchard murió en 1882 sin haber conocido la terminación de los trabajos de restauración.

### El jardín de plantas después de Écorchard
La muerte súbita del que fue el director durante más de cuarenta años señala el principio de un período oscuro para el jardín de plantas. El jardinero jefe Rochais intenta garantizar la gestión diaria del jardín en este período en que la Ciudad conoce dificultades financieras. Es necesario esperar diez años después de la muerte de Écorchard para que el estado de degradación del Jardín de las plantas conduzca a distintas personalidades a pedir el nombramiento de un nuevo director. El 28 de abril de 1893, se contrata oficialmente a Paul Marmy como Inspector de los paseos, y Director del Jardín de las Plantas. Sus primeras acciones se inscriben en un contexto de reanudación en mano después de una década de descuido. La decoración floral se revisa, las plantas son aseadas, los invernaderos se rehabilitan y, sobre todo, un Reglamento interno destinado a traer la disciplina entre los empleados y las buenas costumbres en el parque. A nivel botánico, emprende una reorganización de las colecciones según la clasificación de Lord y reanuda los contactos con los jardines botánicos extranjeros, paralizados desde hacía más de veinte años.
La contribución más destacada de Marmy es la realización del invernadero de las palmeras, una extenso invernadero caliente destinado al desarrollo de las plantas exóticas. Este equipamiento se deseaba durante muchos años por los antecesores de Marmy que no habían conseguido entonces convencer a los alcaldes para adjudicar los créditos necesarios.

## Descripción

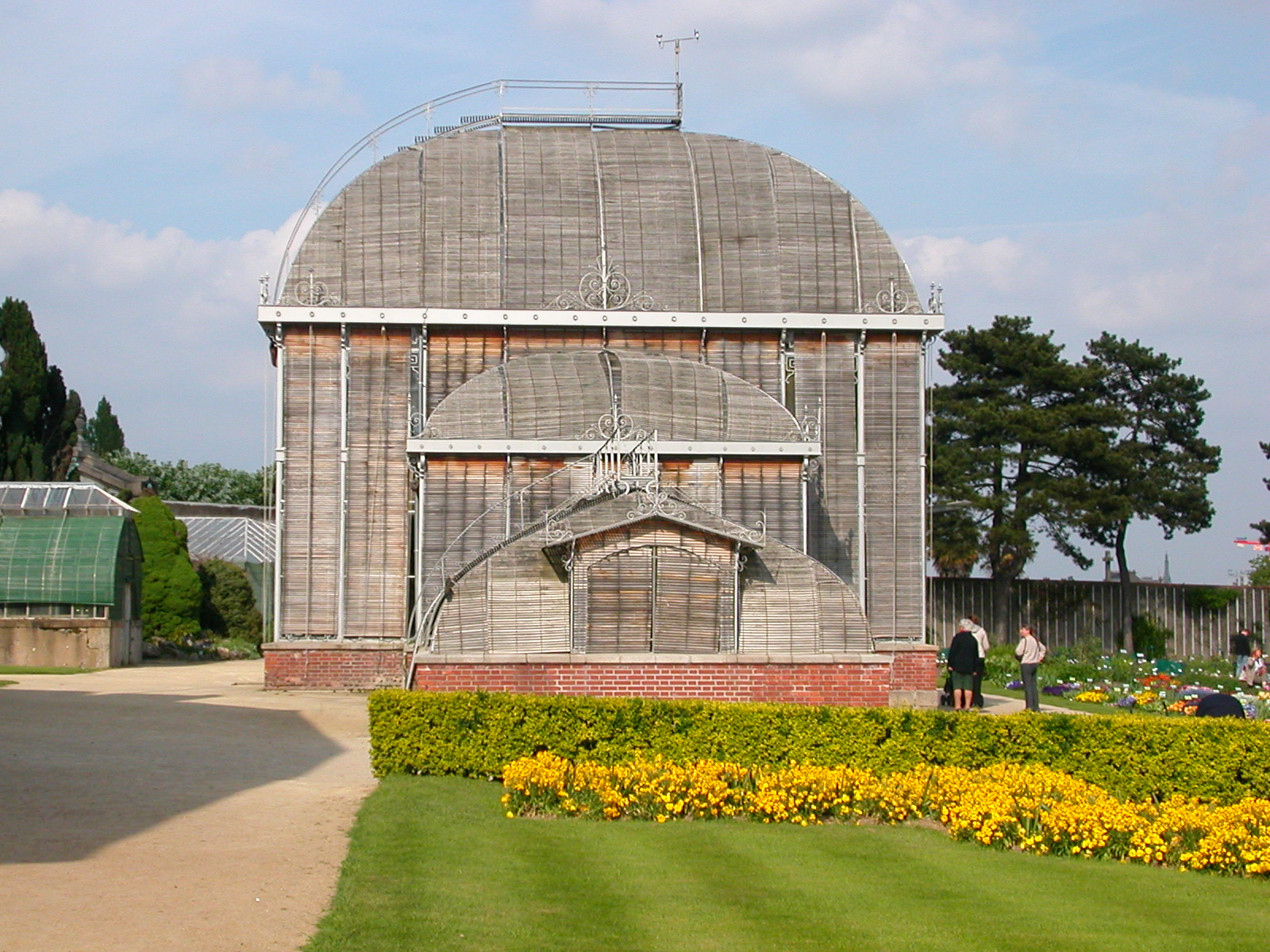
Orangerie stores clos

Sobre un superficie de 73280 m², dibuja un jardín paisajista con cascadas, zonas de agua, esculturas sobre madera, y La Montagne (la Montaña), el montículo artificial realizado con los escombros que resultan de la excavación del lago. Posee 11.000 especies de árboles y de flores, y 800 m² de invernaderos tanto de especies ecuatoriales húmedas y como de climas tropicales desérticos.

La Magnolia de Hectot, plantada en 1807, es el árbol más viejo del jardín.
Los edificios son la orangerie que alberga plantas en recipientes durante el invierno y los invernaderos a cactus, un antiguo invernadero rehabilitado.

### Colecciones
- Colección de Camelias con más de 600 cultivares de esta planta que es un símbolo para Nantes.
- Colección de cactus y suculentas, se encuentra ubicada en el hexágono de los invernaderos.
- Palmarium, construido en 1898, que alberga una colección de epífitas excepcional.
- La escuela de botánica expone la flora del Macizo armoricano.
- El jardín de pruebas, donde se presenta al público las plantas utilizadas cada año para la decoración de los macizos florales.

## Actividades
- Conservación.

Flores del Macizo armoricano y flores exóticas (ej.: la colección de plantas de las alturas bolivianas).
- Peritaje.
  - Pone su saber a disposición de... (ejemplos: a la ciudad de Nantes, otras colectividades).
  - Inventarios de flores (nantes, Bretaña,...).
  - "Le Pollinier": desde el 2003, este jardín nos permite seguir diariamente las emisiones de polen de una veintena de especies locales. Su objetivo consiste en participar en la prevención de las alergias causadas por los pólenes.
  - Herbarios abiertos a la consulta.
- "Index Seminum namnetensis & seminothèque".

1 = Lista de las semillas que el JdPN propone a sus corresponsales. Este catálogo existe desde 1845, con algunas interrupciones relativas a los períodos de guerra. Se difunde ante unos 650, corresponsales en todo el mundo. Conduce al envío, cada año, de 7 a 8000 bolsitas de semillas por todo el mundo.
2 = Colección de semillas (semillas locales, no viables. Son referencias utilizables para determinaciones).
- Enseñanza.
  - A la solicitud (ej.: colectividades), o en forma de conferencias.
  - Cursos municipales de botánica.

Las actividades de enseñanza son antiguas, puesto que se proponían dar cursos públicos, gratuitos ya en 1728. En 1836, la Ciudad de Nantes decide crear una enseñanza de botánica; se establece esta enseñanza al año siguiente por Ecorchard. A su muerte, se convierten en cursos de horticultura. Reaparecen en 1893, pero se orientan más hacia una formación profesional. En 1998, la tradición se restaura con la reaparición de cursos de botánica destinados al público.
Los cursos se planifican con una duración de 2 años, en forma de conferencias, trabajos prácticos y salidas in situ. Una 9ª promoción comenzó su formación en octubre de 2007.